# Contigliano
Contigliano é uma comuna italiana da região do Lácio, província de Rieti, com cerca de 3.408 habitantes. Estende-se por uma área de 53 km², tendo uma densidade populacional de 64 hab/km². Faz fronteira com Casperia, Colli sul Velino, Cottanello, Greccio, Montasola, Rieti.

## Demografia
| Variação demográfica do município entre 1861 e 2011                               |
|                                                                                   |
| Fonte: Istituto Nazionale di Statistica (ISTAT) - Elaboração gráfica da Wikipedia |